# برونو-نازر کونگائوین
برونو-نازر کونگائوین (فرانسوی: Bruno-Nazaire Kongaouin‎؛ زادهٔ ۱۲ اکتبر ۱۹۶۶) بازیکن بسکتبال اهل جمهوری آفریقای مرکزی بود. وی در بازی‌های المپیک تابستانی ۱۹۸۸ شرکت کرده‌است.